# Tayshaun Prince
Tayshaun Durell Prince (Compton, Kalifornia, 1980. február 28. –) olimpiai és NBA-bajnok amerikai kosárlabdázó, jelenleg a Memphis Grizzlies ügyvezető alelnöke.

## Pályafutása

### Statisztika

#### Alapszakasz
| Szezon  | Csapat  | JM  | KM  | JP/M | MG%   | 3P%   | BD%   | LP/M | GP/M | L/M | B/M | P/M  |
| ------- | ------- | --- | --- | ---- | ----- | ----- | ----- | ---- | ---- | --- | --- | ---- |
| 2002–03 | Detroit | 42  | 5   | 10,4 | 0,449 | 0,426 | 0,647 | 1,1  | 0,6  | 0,2 | 0,3 | 3,3  |
| 2003–04 | Detroit | 82  | 80  | 33,0 | 0,467 | 0,363 | 0,766 | 4,8  | 2,3  | 0,8 | 0,8 | 10,3 |
| 2004–05 | Detroit | 82  | 82  | 37,0 | 0,487 | 0,341 | 0,807 | 5,3  | 3,0  | 0,7 | 0,9 | 14,7 |
| 2005–06 | Detroit | 82  | 82  | 35,3 | 0,455 | 0,350 | 0,765 | 4,2  | 2,3  | 0,8 | 0,5 | 14,1 |
| 2006–07 | Detroit | 82  | 82  | 36,6 | 0,460 | 0,386 | 0,768 | 5,2  | 2,8  | 0,6 | 0,7 | 14,3 |
| 2007–08 | Detroit | 82  | 82  | 32,9 | 0,448 | 0,363 | 0,768 | 4,9  | 3,3  | 0,5 | 0,4 | 13,2 |
| 2008–09 | Detroit | 82  | 82  | 37,3 | 0,450 | 0,397 | 0,778 | 5,8  | 3,1  | 0,5 | 0,6 | 14,2 |
| 2009–10 | Detroit | 49  | 49  | 34,0 | 0,486 | 0,370 | 0,714 | 5,1  | 3,3  | 0,7 | 0,4 | 13,5 |
| Karrier |         | 583 | 544 | 33,4 | 0,463 | 0,370 | 0,771 | 4,7  | 2,7  | 0,6 | 0,6 | 12,7 |

#### Rájátszás
| Szezon  | Csapat  | JM  | KM  | JP/M | MG%   | 3P%   | BD%   | LP/M | GP/M | L/M | B/M | P/M  |
| ------- | ------- | --- | --- | ---- | ----- | ----- | ----- | ---- | ---- | --- | --- | ---- |
| 2002–03 | Detroit | 15  | 3   | 25,5 | 0,426 | 0,292 | 0,763 | 3,8  | 1,5  | 0,5 | 0,9 | 9,4  |
| 2003–04 | Detroit | 23  | 23  | 34,6 | 0,410 | 0,265 | 0,745 | 6,0  | 2,3  | 1,1 | 1,4 | 9,9  |
| 2004–05 | Detroit | 25  | 25  | 40,9 | 0,433 | 0,367 | 0,800 | 6,3  | 3,3  | 1,0 | 0,4 | 13,4 |
| 2005–06 | Detroit | 18  | 18  | 41,4 | 0,459 | 0,457 | 0,829 | 5,7  | 3,0  | 0,7 | 0,8 | 16,4 |
| 2006–07 | Detroit | 16  | 16  | 41,6 | 0,415 | 0,409 | 0,759 | 6,4  | 3,8  | 0,9 | 0,3 | 14,1 |
| 2007–08 | Detroit | 17  | 17  | 39,5 | 0,481 | 0,320 | 0,794 | 5,5  | 3,2  | 0,8 | 0,5 | 13,8 |
| 2008–09 | Detroit | 4   | 4   | 32,3 | 0,259 | 0,200 | 0,000 | 3,5  | 1,3  | 0,2 | 0,0 | 3,8  |
| Karrier |         | 118 | 106 | 37,4 | 0,435 | 0,350 | 0,785 | 5,6  | 2,8  | 0,9 | 0,7 | 12,5 |

## Magánélete
Főiskolai szerelmével, Keily Brownnal házasodott össze 2005-ben. Összesen négy gyereke van, kettő feleségétől: Zyon Prince (született 2005. augusztus 25-én) és Tayshaun Prince Jr. (született 2006. június 30-án), valamint kettő volt barátnőjétől: Tayvon és Tiffany. Feleségének, Keily-nek már találkozásuk előtt négy gyermeke született: Kylie, Ameeir, Shayla és Michael. Prince szüleivel élnek együtt Detroitban.